# 요하네스 슈트롤츠
요하네스 슈트롤츠(독일어: Johannes Strolz, 1992년 9월 12일~)는 오스트리아의 알파인 스키 선수이다. 2022년 동계 올림픽 남자 복합 부문과 단체전에서 금메달, 회전 부문에서 은메달을 획득하였다. 
아버지인 후베르트도 알파인 스키 선수로 활동했으며, 1988년 동계 올림픽 복합 부문에서 금메달을 획득했다.

## 수상
- 오스트리아 올해의 신인 스포츠 선수(2022년)